# 象山 (臺北市)

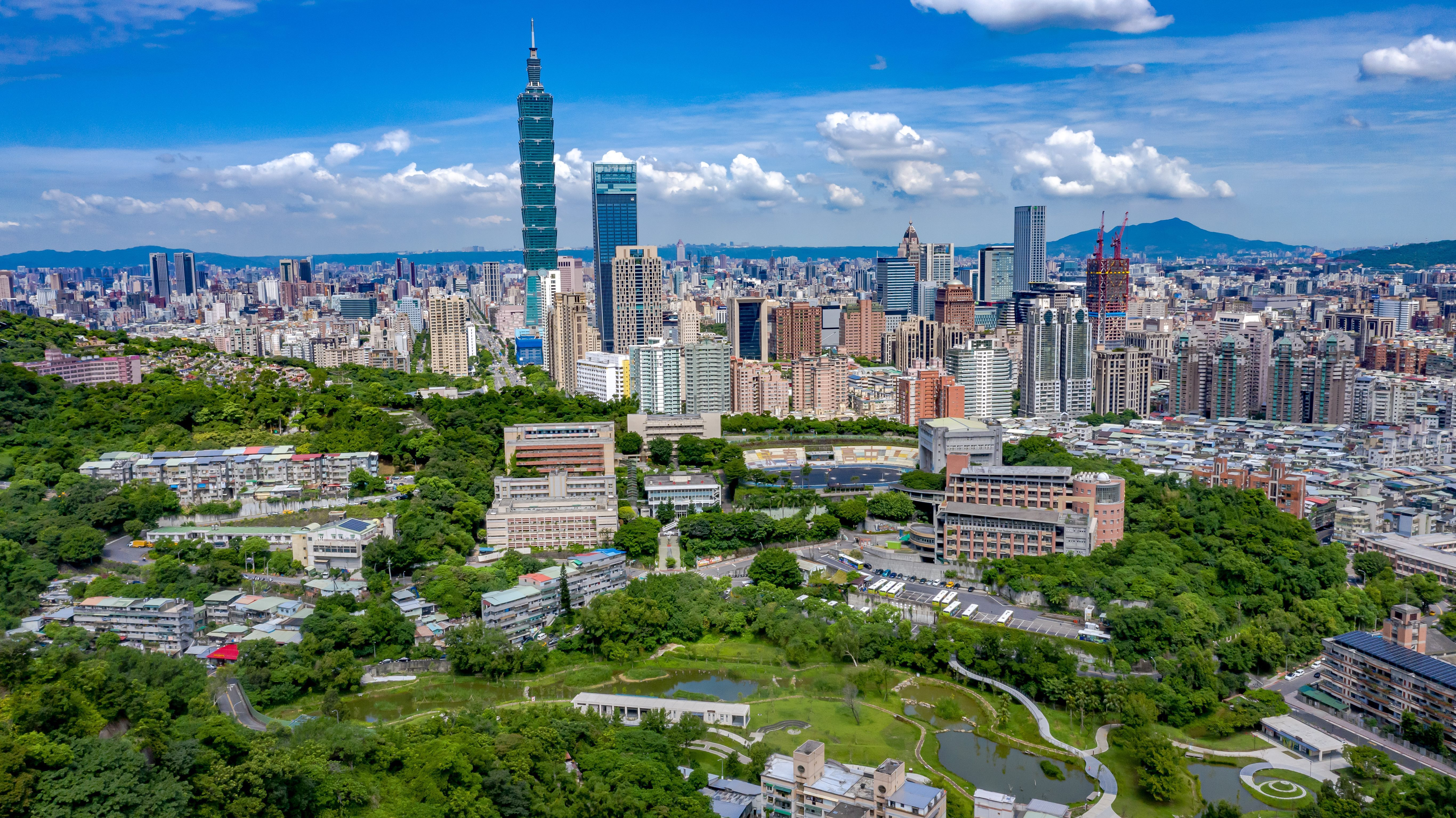
位於象山北側的永春陂生態濕地公園 及臺北市立永春高級中學校園

象山位於台北市信義區，位於台北盆地東緣的南港山系西側，因山形似象而得名，與鄰近的獅山、虎山、豹山合稱為四獸山。山頂海拔184公尺，高度雖然不高，但因臨近台北市區，交通方便，視野良好，成為台北市民眾重要的休閒場所。

## 地質及生態

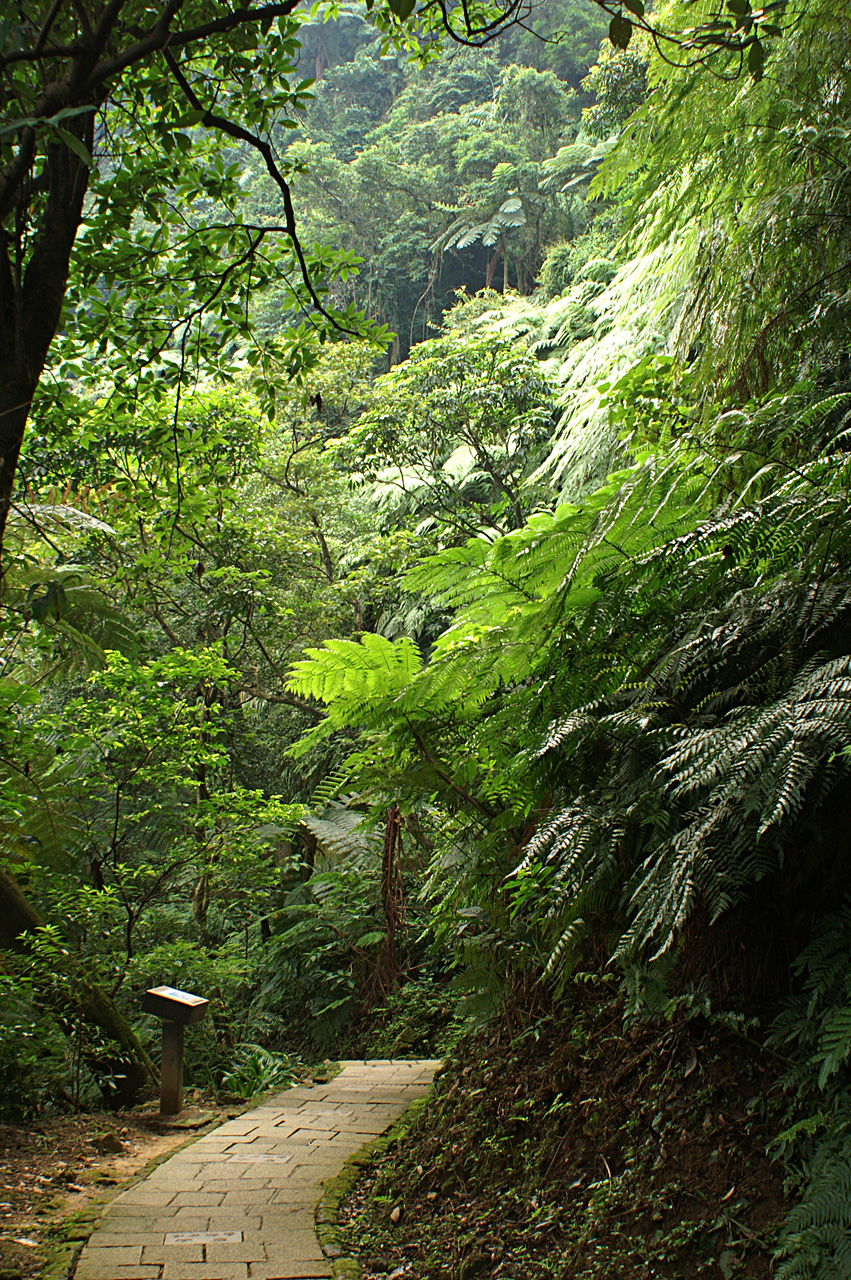
象山林相

象山所露出的地層，是由2,100萬年至1,950萬年前的海相沈積大寮層與1,950萬年前至1,800萬年前的濱海相沈積石底層所組成，皆是由華南古陸塊沈積而來的地層，以石底層地層的分佈較廣。後來造山運動將古地層推擠出地面，因山的西北側巨大節理崩落，裸露出石底層底部壯觀的厚層砂岩，形成近垂直坡度的陡峭岩壁，極具觀賞價值。
象山山稜地區的植物相多為中海拔、岩石地的向陽性植物，常見的植物有黃杞、青剛櫟、大明橘…等。西側山腰則是一遮陰多濕的區域，以筆筒樹、菲律賓榕較常見；此外，以金狗毛蕨西側步道陡壁上的主要植物。山谷地區則有山黃麻及海南實蕨等植物。

## 登山及遊憩

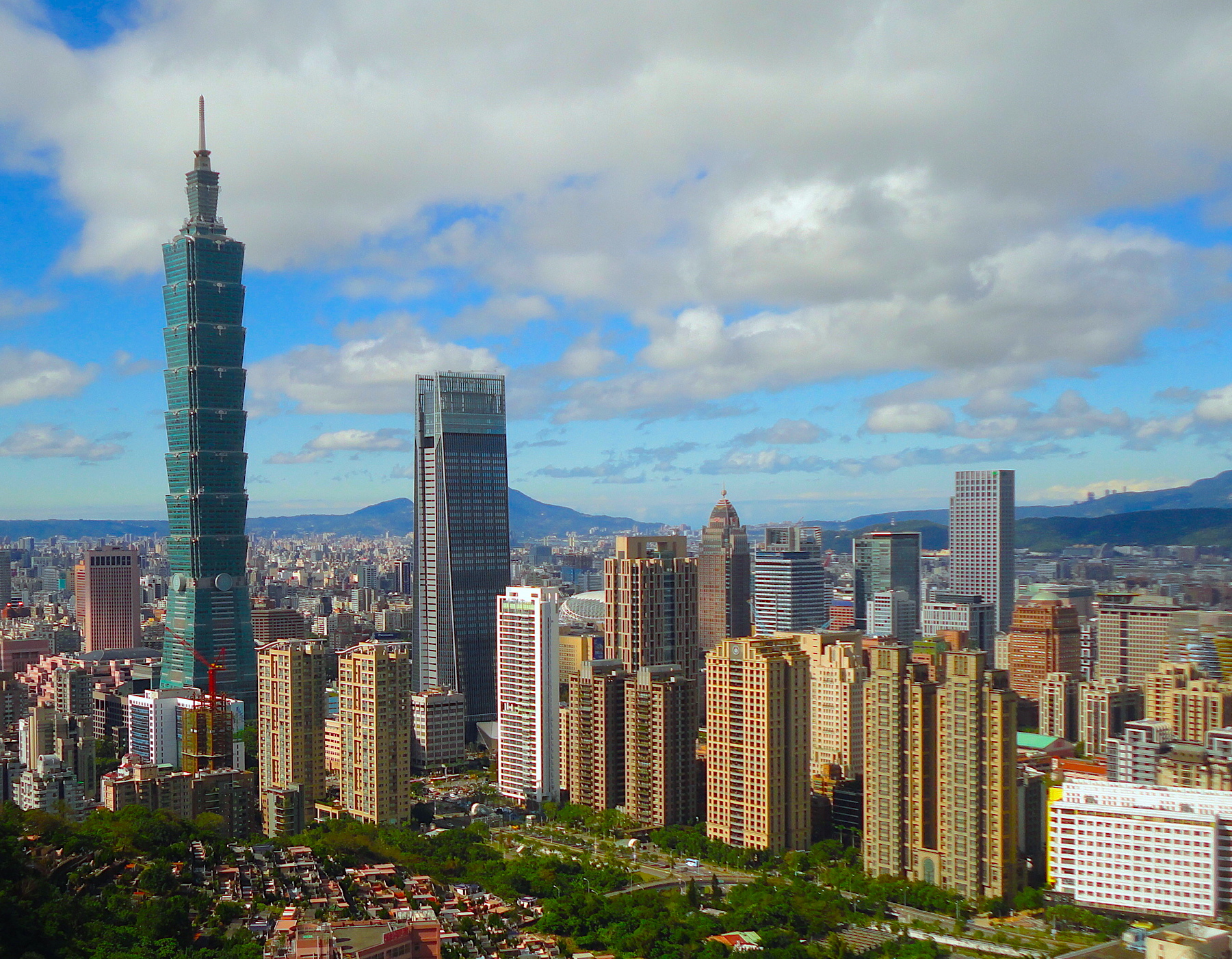
自象山六巨石處眺望信義計畫區

象山主要的登山口共有三個，包括自北側的永春高中，南側的松仁路／莊敬路口，西側的臺北市立聯合醫院松德院區上爬都可到達，均約半小時即可登頂，並可進一步向東往南港山稜線上的南港山主峰、九五峰、拇指山以及中華科技大學等地。象山自然步道沿著象山西側山腰及山稜，成一完整的循環路線，涵蓋沿線多樣之自然生態景觀。在象山山頂附近並設有涼亭及廁所。此外，由於象山臨近台北市信義計畫區，因此成為觀賞拍攝台北101大樓的良好景點。

## 交通
- 由莊敬路登山
  - 捷運：板南線市政府站，由2號出口轉搭公車「藍5」至吳興國小(莊敬)站下車。
  - 公車：1（欣欣客運）、22、33、藍5(大都會客運)、32、37（東南客運）、226(首都客運)、承德幹線（原266路）、288(大南汽車)在吳興國小(松仁)或吳興國小(莊敬)站下車。

- 由松山路方向登山
  - 46、277（大都會客運）、37、612（東南客運）在松德站下車。
  - 20（大都會客運）、33、299在永春高中站下車。
  - 信義幹線（大有巴士）、仁愛幹線（原263路）在松山商職站下車。

- 由信義路五段登山（150巷22弄）
  - 捷運：淡水信義線象山站，由2號出口直走進入信義路5段150巷。
  - 33（大都會客運）、承德幹線（原266路）（大南汽車）、32（東南客運）在信義國中(松仁)站下車。

## 外部連結
- 象山親山步道 （页面存档备份，存于）
- 象山步道 - 自然步道協會 （页面存档备份，存于）（繁體中文）
- 南港山系_象山親山步道  臺北旅遊網（繁體中文）